# Allantodia yaoshanensis
Allantodia yaoshanensis là một loài thực vật có mạch trong họ Woodsiaceae. Loài này được (Y.C. Wu) W.M. Chu & Z.R. He miêu tả khoa học đầu tiên năm 1999.